# هوفن (تیرول)
هوفن (به آلمانی: Höfen) یک منطقهٔ مسکونی در اتریش است که در ناحیه رویت واقع شده‌است. هوفن ۸٫۳ کیلومتر مربع مساحت دارد ۸۶۸ متر بالاتر از سطح دریا واقع شده‌است.